# Golfo de Leyte

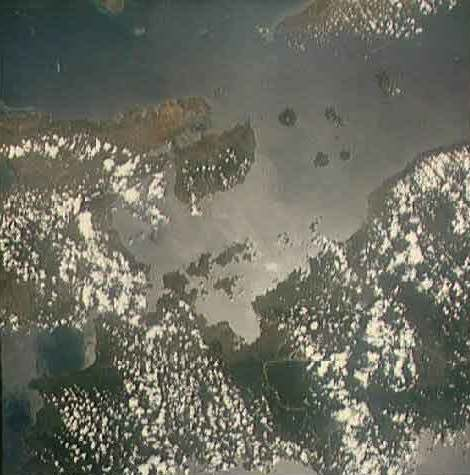
Golfo de Leyte, cercado pelas ilhas de Samar e de Leyte, visto do espaço.

O Golfo de Leyte se localiza nas Filipinas, a leste da ilha de Leyte, adjacente ao Mar das Filipinas no Oceano Pacífico, com aproximadamente 130 km de comprimento na direção norte-sul e 60 km na direção leste-oeste.
O Golfo é bordeado ao norte pela ilha de Samar, que é separada de Leyte a oeste pelo Estreito de San Juanico e ao sul pela ilha de Mindanao, separada de Leyte pelo Estreito de Surigao.
A ilha de Dinagat fecha parcialmente a entrada do golfo a sudeste e a pequena ilha Homonhon se encontra encravada na  entrada do golfo. Esta ilha é famosa por ter sido o primeiro pedaço de terra pisado por Fernão de Magalhães após completar a travessia do Pacífico e sua única descida à terra em toda a travessia do oceano.
O golfo foi o palco da Batalha do Golfo de Leyte, que ocorreu entre 23 a 26 de outubro de 1944, e que foi a último grande confronto naval da II Guerra Mundial.